# La Main (Maupassant)
Pour les articles homonymes, voir La Main (homonymie).
La Main est une nouvelle fantastique de Guy de Maupassant, parue en 1883.

## Historique
La Main est initialement publiée dans la revue Le Gaulois du 23 décembre 1883, puis dans le recueil Contes du jour et de la nuit en 1885.

## Résumé
L'histoire se déroule au XIXe siècle. Au milieu d’une assemblée, M. Bermutier, juge d’instruction, raconte une affaire inexplicable qui affolait Paris.
Il exerçait à Ajaccio et devait s’occuper de vendetta. Un jour, un Anglais s’installe en ville et devient l’objet de rumeurs : il serait un personnage en fuite pour une affaire politique. Tous et chacun ont un avis sur son compte. Cela intéresse bientôt le juge qui cherche à obtenir des renseignements sur Sir John Rowell. C’est par la chasse que pratiquent les deux hommes que le contact se fait.
Plus tard, l'Anglais invite le juge dans sa demeure et lui montre sa collection d’armes. Au centre, attachée par une grosse chaîne au mur, une main d’homme coupée au niveau de l’avant-bras, noircie et asséchée par le temps. À l'expression de surprise du juge, l'Anglais répond : « C’est la main de mon meilleur ennemi. »  Interrogé sur la raison de cette chaîne, Sir Rowell répond que la main voulait partir. Le juge croit à une plaisanterie.    
Une année plus tard, il apprend que l’Anglais a été assassiné. Il est mort étranglé, et la chaîne qui retenait la main au mur a été brisée. L’homme semble avoir lutté, car autour de son cou se trouvent des marques de strangulations, cinq trous au niveau de la gorge ainsi qu'un bout de doigt sectionné. 
Le criminel n'est pas retrouvé, en revanche la main refait son apparition comme par magie sur la tombe de Sir John Rowell, avec un doigt en moins.

## Extrait
« L'Anglais était mort étranglé ! Sa figure noire et gonflée, effrayante, semblait exprimer une épouvante abominable ; il tenait entre ses dents serrées quelque chose ; et le cou, percé de cinq trous qu'on aurait dits faits avec des pointes de fer, était couvert de sang. Un médecin nous rejoignit. Il examina longtemps les traces des doigts dans la chair et prononça ces étranges paroles :  - On dirait qu'il a été étranglé par un squelette. Un frisson me passa dans le dos, et je jetai les yeux sur le mur, à la place où j'avais vu jadis l'horrible main d'écorché. Elle n'y était plus. La chaîne, brisée, pendait. Alors je me baissai vers le mort, et je trouvai dans sa bouche crispée un des doigts de cette main disparue, coupé ou plutôt scié par les dents juste à la deuxième phalange. Puis on procéda aux constatations. On ne découvrit rien. Aucune porte n'avait été forcée, aucune fenêtre, aucun meuble. Les deux chiens de garde ne s'étaient pas réveillés. »

## Éditions
- La Main, dans Maupassant, Contes et Nouvelles, tome I, texte établi et annoté par Louis Forestier, éditions Gallimard, Bibliothèque de la Pléiade, 1974  (ISBN 978 2 07 010805 3).